# Gengibre da Jamaica

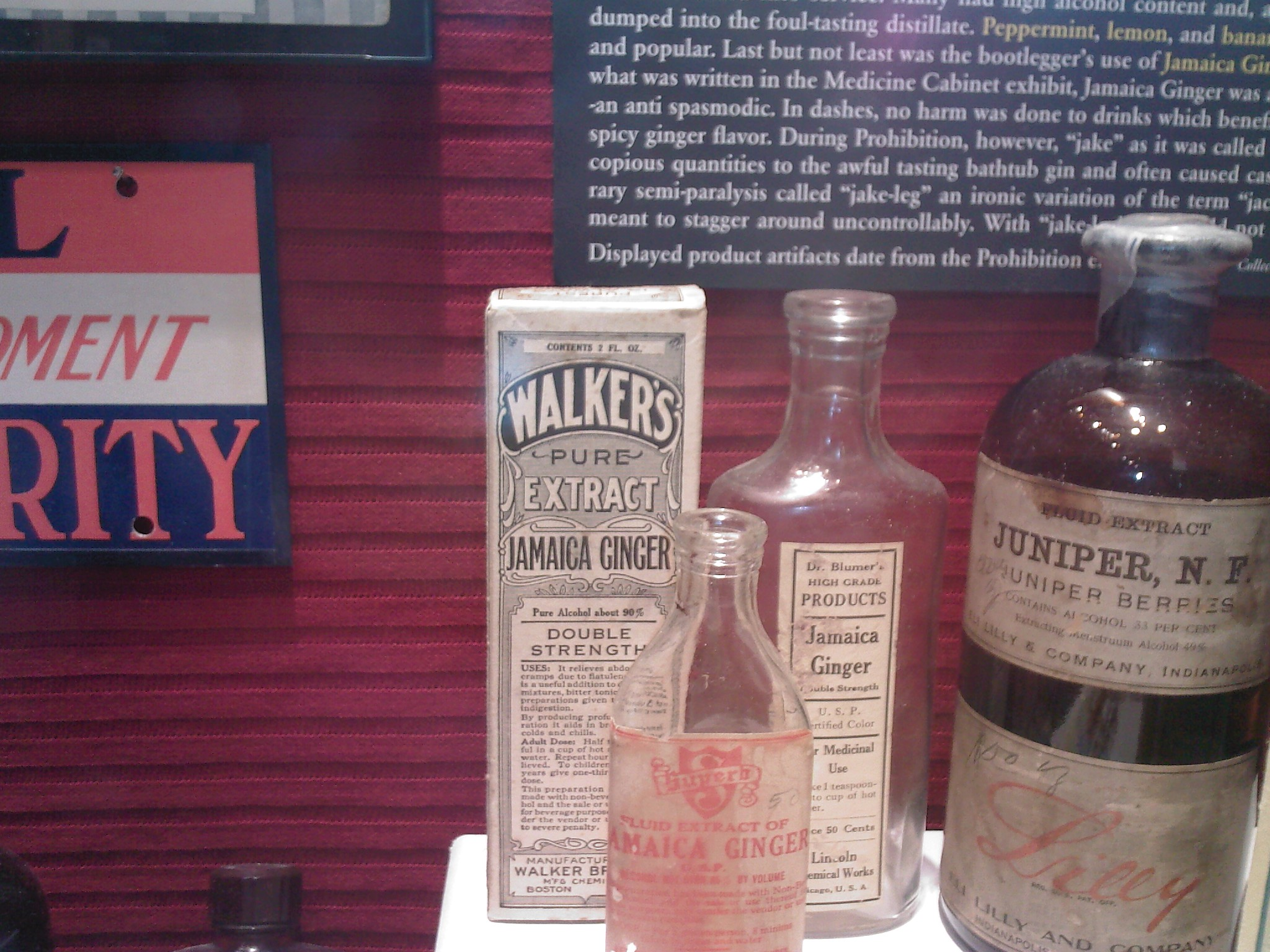
Jamaican ginger extract at the Museum of the American Cocktail.

O extrato de gengibre da Jamaica, conhecido nos Estados Unidos com o nome popular "Jake", era no século XIX um medicamento de patente que forneceu uma maneira conveniente para contornar leis de proibição como a lei seca nos Estados Unidos, pois continha entre 70-80% de etanol por peso.